# Betsy Hassett
Betsy Doon Hassett (Auckland, 4 de agosto de 1990) é uma futebolista profissional neozelandesa que atua como defensora.

## Carreira
Betsy Hassett fez parte do elenco da Seleção Neozelandesa de Futebol Feminino, nas Olimpíadas de 2012 e 2016.